# St. Ulrich (Ebenhausen)

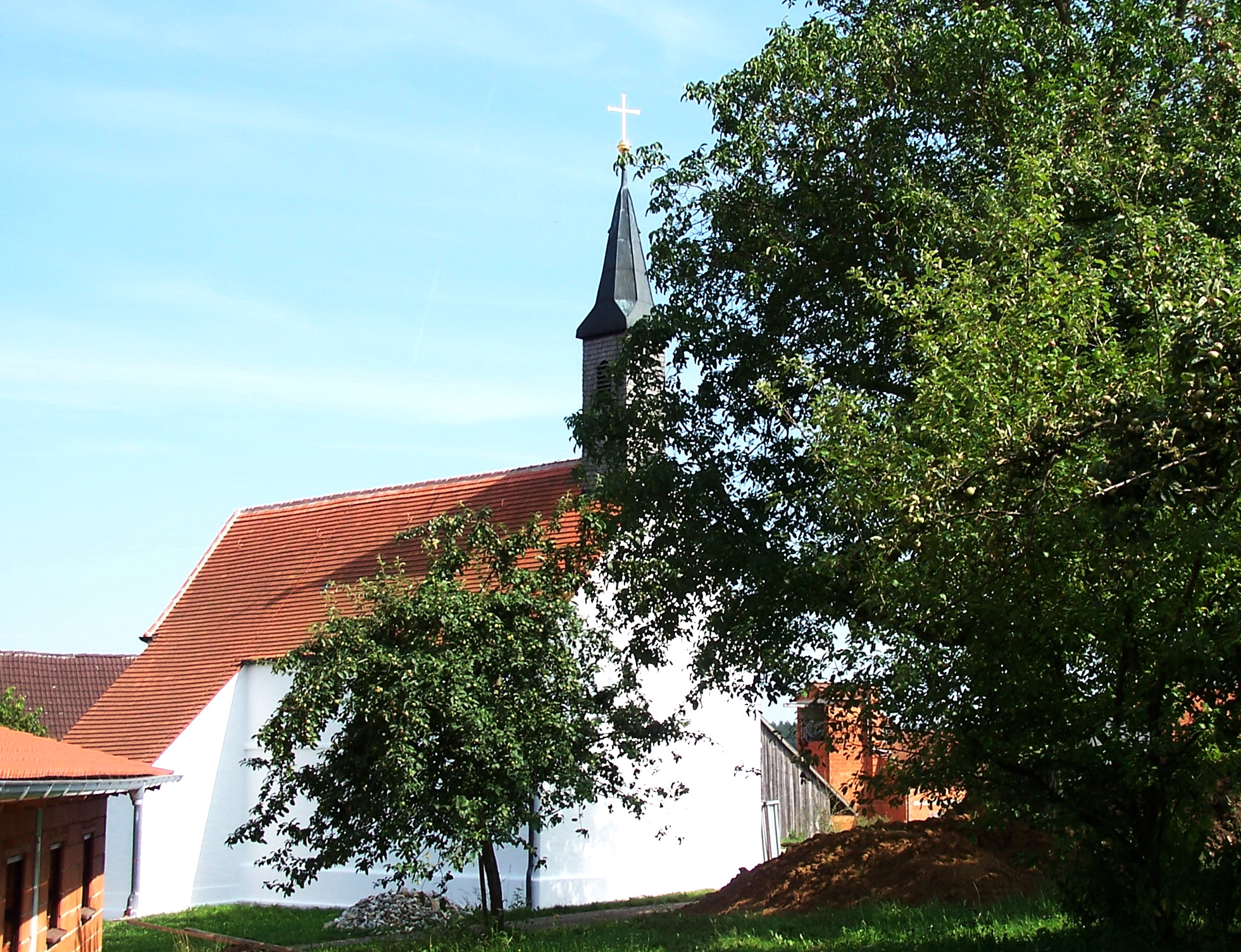
Filialkirche St. Ulrich in Ebenhausen

St. Ulrich ist eine römisch-katholische Nebenkirche in Ebenhausen, einem Ortsteil des Marktes Pfeffenhausen im niederbayrischen Landkreis Landshut, inmitten der Hügellandschaft der Hallertau.

## Geschichte
Der spätgotische Bau wurde im 15. Jahrhundert errichtet, als Ebenhausen Teil der Hofmarksherrschaft Hornbach war. Noch heute gehört St. Ulrich als Nebenkirche zur Pfarrei St. Laurentius in Niederhornbach. In den 1970er Jahren wurde das ursprünglich als Blankziegelbau ausgeführte Gotteshaus zum Schutz der Bausubstanz mit Kalkschlämmen von außen konserviert. Ebenso wurde damals der Dachreiter über dem Westgiebel erneuert. 2004 wurde der Kirchenbau letztmals einer aufwändigen Renovierung unterzogen.

## Beschreibung

### Architektur
Das schlichte Kirchlein umfasst ein Langhaus mit zwei Fensterachsen und einen eingezogenen Chor mit einer Fensterachse, der – wie in Nieder- und Oberhornbach – in drei Achteckseiten schließt. Die Fenster sind überwiegend spitzbogig und unverändert erhalten. Eines der Fenster im Schiff ist stichbogig. Das Äußere des Backsteinbaus wird durch einen einfachen Sockel und Kaffgesims an Langhaus und Chor gegliedert. Das Südportal ist spitzbogig und gefast. Der Innenraum ist mit einer flachen Holzdecke versehen. Der original erhaltene Chorbogen ist spitzbogig und gefast. Nördlich am Chor wurde später eine Sakristei angebaut. Diese enthält eine flache Täfeldecke, die durch profilierte Leisten in rechteckige Felder geteilt wird. An der Westseite des Dachfirstes erhebt sich ein schlanker, holzvertäfelter Dachreiter mit verkröpftem, kupfergedecktem Spitzhelm.

### Ausstattung
Der Hochaltar mit Voluten und geschweiften Altarvasen stammt aus der Spätrokoko-Zeit um 1770/80. Das Altarblatt zeigt den heiligen Ulrich von Augsburg als Bischof von Augsburg bei der Schlacht auf dem Lechfeld im Jahr 955. Als Seitenfiguren flankieren St. Benedikt und St. Leonhard den Altar. Bei dem filigranen Drehtabernakel handelt es sich um einen kleinen Barockaltar aus der Zeit um 1680, der ursprünglich in der Schlosskapelle Niederhornbach aufgestellt war. Er weist sechs gewundene Säulen auf und ist mit Fruchtgehängen und Knorpelwerk verziert. In Nischen befinden sich Holzfiguren der Heiligen Petrus und Paulus. Anstelle von Seitenaltären befinden sich beidseits des Chorbogens zwei Gemälde aus dem 17. Jahrhundert ein: links der auferstandene Christus in originalem Rahmen, rechts die Gottesmutter mit St. Ulrich und St. Sebastian.